# Newtonova interpolace

Příklad interpolace polynomem - interpolační funkce vždy prochází všemi známými body funkce

Chceme-li aproximovat funkci danou svými body {\displaystyle x_{0}\cdots x_{n}} (tzv. uzly interpolace), a požadujeme aby interpolace procházela zadanými body, použijeme aproximaci interpolačním polynomem. Tato interpolace nám poslouží k získání přibližné hodnoty funkce v libovolném bodě intervalu {\displaystyle <x_{0},x_{n}>}.
Tvar Newtonova interpolačního polynomu:
{\displaystyle N_{n}(x)=a_{0}+a_{1}(x-x_{0})+a_{2}(x-x_{0})(x-x_{1})+...+a_{n}(x-x_{0})(x-x_{1})...(x-x_{n-1})}
Koeficienty {\displaystyle a_{0}\cdots a_{n}} lze vypočítat pomocí poměrných diferencí. (viz níže)

## Sestavení tabulky poměrných diferencí[1]
V každém sloupci tabulky se budou nacházet poměrné diference daného řádu. Diferencemi 0. řádu budou přímo funkční hodnoty v bodech {\displaystyle x_{i}}.
Poměrné diference 1. řádu vyjádříme:
{\displaystyle f[x_{i},x_{i+1}]={\frac {f(x_{i+1})-f(x_{i})}{x_{i+1}-x_{i}}}}
Poměrné diference 2. řádu vyjádříme:
{\displaystyle f[x_{i},x_{i+1},x_{i+2}]={\frac {f[x_{i+1},x_{i+2}]-f[x_{i},x_{i+1}]}{x_{i+2}-x_{i}}}}
Ostatní diference vyjádříme analogicky.

## Příklad konstrukce Newtonova interpolačního polynomu[2]
Hledáme polynom procházející body: {\displaystyle [-2,-39],[0,3],[1,6],[3,36]}
| {\displaystyle x_{i}}    | {\displaystyle f(x_{i})}           | Diference 1. řádu                                  | Diference 2. řádu                               | Diference 3. řádu                                |
| ------------------------ | ---------------------------------- | -------------------------------------------------- | ----------------------------------------------- | ------------------------------------------------ |
| {\displaystyle x_{0}=-2} | {\displaystyle f(x_{0})=-39=a_{0}} |                                                    |                                                 |                                                  |
| {\displaystyle x_{1}=0}  | {\displaystyle f(x_{1})=3}         | {\displaystyle {\frac {3-(-39)}{0-(-2)}}=21=a_{1}} |                                                 |                                                  |
| {\displaystyle x_{2}=1}  | {\displaystyle f(x_{2})=6}         | {\displaystyle {\frac {6-3}{1-0}}=3}               | {\displaystyle {\frac {3-21}{1-(-2)}}=-6=a_{2}} |                                                  |
| {\displaystyle x_{3}=3}  | {\displaystyle f(x_{3})=36}        | {\displaystyle {\frac {36-6}{3-1}}=15}             | {\displaystyle {\frac {15-3}{3-0}}=4}           | {\displaystyle {\frac {4-(-6)}{3-(-2)}}=2=a_{3}} |

{\displaystyle P_{3}(x)=a_{0}+a_{1}(x-x_{0})+a_{2}(x-x_{0})(x-x_{1})+a_{3}(x-x_{0})(x-x_{1})(x-x_{2})}
{\displaystyle P_{3}(x)=-39+21(x+2)-6(x+2)x+2(x+2)x(x-1)}

## Vlastnosti interpolační metody
Newtonův interpolační polynom má tu výhodu, že je pro něj oproti Lagrangeově interpolaci výpočetně méně náročné přidat jeden bod, protože některé výpočty zůstanou beze změny (například předchozí koeficienty {\displaystyle a_{k}} se nezmění).